# Trichoglottis magnicallosa
Trichoglottis magnicallosa är en orkidéart som beskrevs av Oakes Ames och Charles Schweinfurth. Trichoglottis magnicallosa ingår i släktet Trichoglottis och familjen orkidéer. Inga underarter finns listade i Catalogue of Life.